# الخدمات الطبية للقوات المسلحة السعودية
الإدارة العامة للخدمات الطبية للقوات المسلحة الملكية السعودية تقوم بتخطيط والتوجيه والإشراف والمتابعة والتطوير لجميع مرافق وحدات تقديم الرعاية الصحية التابعة للقوات المسلحة والتي تشمل 25 مستشفى و148 مستوصف، والتنسيق مع قادة أفرع القوات المسلحة لنشر الوعي الصحي وتقديم الخدمات الوقائية والرعاية الطبية اللازمة لكافة منسوبي القوات المسلحة وعوائلهم في السلم والحرب، والعمل على إيجاد كوادر عسكرية ومدنية مدربة تدريبا عاليا في مجال تقديم الرعاية الطبية، والتنسيق لتحقيق التكامل مع القطاعات الصحية الأخرى في مجال تقديم تبادل الخبرات والمشاركة في خطط الطوارئ على المستوى الوطني في أعمال الحج.

## تاريخ الإنشاء
أدى تنظيم القوات المسلحة بالمملكة العربية السعودية إلى إنشاء مستشفيات الجيش العربي السعودي بالطائف عام 1367هـ وكانت عبارة عن مستوصف يتسع لعشرة أسرة، وفي عام 1370هـ أصبح مسماها الصحة العسكرية وفي عام 1371هـ تم افتتاح مستشفى الأمير منصور العسكري بالطائف بسعة (36) سريراً وتمت زيادة السعة إلى مائة (100) سرير بنهاية العام، وفي عام 1373هـ تم افتتاح مستشفى الأمير مشعل بالخرج، وفي عام 1373هـ تم افتتاح مستشفى القوات المسلحة بالرياض . وفي 29/12/1392 صدر الأمر من قبل صاحب السمو الملكي الأمير سلطان بن عبد العزيز آل سعود وزير الدفاع والطيران والمفتش العام بتعديل المسمى إلى (الإدارة العامة للخدمات الطبية للقوات المسلحة) واتسعت خدماتها لتشمل جميع القوات المسلحة وأصبحت ذات ميزانية مستقلة اعتبارا من العام المالي 1394هـ /1395هـ .

## مستشفيات القوات المسلحة
قائمة المستشفيات حسب المدينة:
- مستشفى الأمير منصور العسكري بالطائف
- مدينة الأمير سلطان الطبية العسكرية بالرياض
- مستشفى كلية الملك عبد العزيز الحربية
- مستشفيات القوات المسلحة بالخرج
- مستشفى القوات المسلحة بالدوادمي
- المستشفى العسكري بالمؤسسة العامة للصناعات العسكرية بالخرج
- مستشفيات القوات المسلحة بوادي الدواسر
- مستشفى القوات المسلحة بالقصيم
- مستشفى الملك فهد للقوات المسلحة بجدة
- مستشفيات القوات المسلحة بالطائف ومركز التأهيل
- مستشفى الأمير سلطان للقوات المسلحة بالمدينة المنورة
- مستشفى القوات المسلحة بقاعدة الملك عبد العزيز البحرية بالجبيل
- مجمع الملك فهد الطبي العسكري بالظهران
- مستشفى القوات المسلحة بقاعدة الملك عبد العزيز الجوية بالظهران
- مستشفى القوات المسلحة بالشمالية بمدينة الملك خالد العسكرية بحفر الباطن
- مستشفيات القوات المسلحة بالشمالية الغربية " تبوك "
- مستشفى القوات المسلحة بشرورة
- مستشفيات القوات المسلحة بالجنوب
- مستشفى القوات المسلحة بنجران وجازان

## وصلات خارجية
موقع الخدمات الطبية للقوات المسلحة